# アトラス山脈
アトラス山脈（アトラスさんみゃく、アラビア語: جِـبَـال الْأَطْـلَـس、ベルベル語：ⵉⴷⵓⵔⴰⵔ ⵏ ⵓⴰⵟⵍⴰⵙ）は、アフリカ大陸北西部のマグリブにある褶曲山脈である。サハラ砂漠と地中海・大西洋の海岸部とを分離している。モロッコ、アルジェリア、チュニジアにまたがり、全長は約2500 kmである。山脈の最高峰は、モロッコ南西部にあるツブカル山（標高4167 m）である。
アトラス山脈には主にベルベル人が住んでいる。一部のベルベル諸語では、「山」のことをアドラ（adrar）またはアドラス（adras）と言い、地名学においてこれらの語はアトラスと同根語と考えられている。
アトラス山脈には多くの動植物が生息しており、それらのほとんどはアフリカ内でのみ見られるが、一部はヨーロッパでも見られる。これらの種の多くは絶滅の危機にあり、いくつかはすでに絶滅している。
3000 m級の高地（モロッコ）では雪が降る。スキー・リゾート地として開発されている場所も存在する。

## 地質

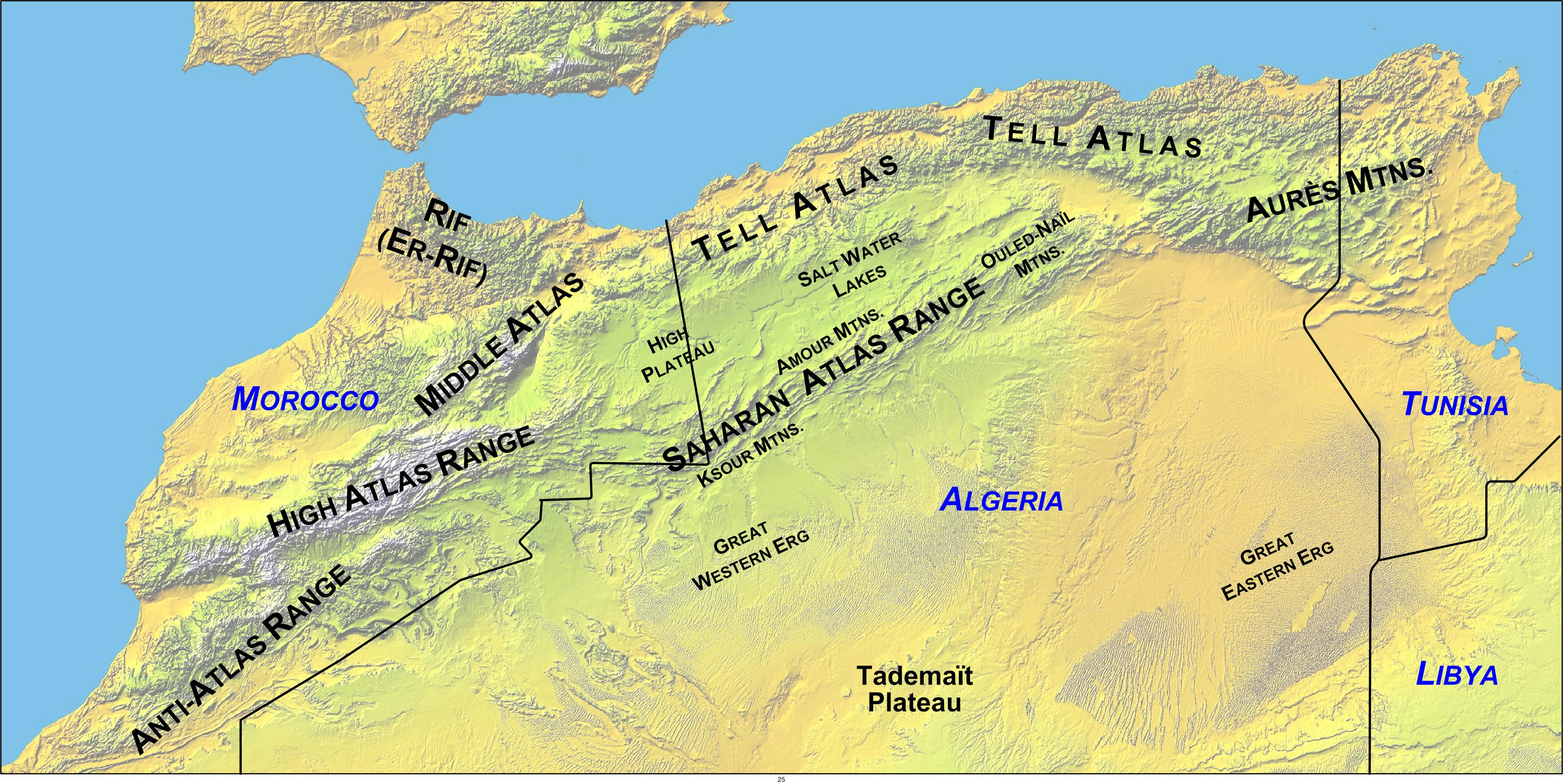
北アフリカにおけるアトラス山脈の位置

アフリカの大部分の基盤岩は先カンブリア時代に形成され、アトラス山脈よりはるかに古い。アトラス山脈は、次の3つの段階で形成された。
古生代（ – 約3億年前）、ゴンドワナ大陸（現在のアフリカ大陸・南アメリカ大陸など）とローラシア大陸（現在のヨーロッパ大陸・北アメリカ大陸など）の衝突によりアンティアトラス山脈（小アトラス）が形成された。アンティアトラス山脈は、元々はアパラチア造山運動で形成された山脈の一部と考えられている。この山脈は、現在のアフリカ大陸と北アメリカ大陸が衝突したときに形成され、かつては今日のヒマラヤ山脈に匹敵する巨大な山脈だった。今日、この山脈の残骸は、アメリカ合衆国東部の滝線地域で見ることができる。後に形成された北アメリカのアパラチア山脈にもいくつかの名残が見られる。
第2段階は、中生代（ – 約6600万年前）に起こった。 それは、上記の大陸のリフトと分裂による、地殻の広範囲にわたる拡大からなる。この拡張により、現在のアトラス山脈を含む多くの厚い大陸内堆積盆地が形成された。現在のオートアトラス山脈（高アトラス）の表面を形成している岩の大部分は、当時は海の底に堆積していた。

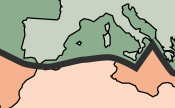
アトラス山脈付近のプレートの境界

最後に、古第三紀と新第三紀（約6600万年 – 約180万年前）に、ヨーロッパ大陸とアフリカ大陸がイベリア半島の南端で衝突したことにより地面が隆起し、今日のアトラス山脈が形成された。このような収束型境界では、一方のプレートが他方の下に潜り込む場合には沈み込み帯が形成され、2つのプレートに大陸性地殻が含まれる場合には大陸衝突が起こる。アフリカとヨーロッパの衝突の場合、収束型境界が高アトラスの形成、ジブラルタル海峡の閉鎖、アルプス山脈とピレネー山脈の形成に部分的に関与していることは明らかである。しかし、アトラス地域においては、沈み込みの性質や、一般に大陸衝突に関連する地球の地殻の厚さといった証拠は存在しない。アトラス山脈の地質学的な特徴の中で最も顕著なものは、山岳地帯の高さにもかかわらず地殻が薄いことと、地殻短縮である。最近の研究では、マントルにおけるプロセスが高・中アトラスの隆起に寄与した可能性があることが示唆されている。

### 天然資源

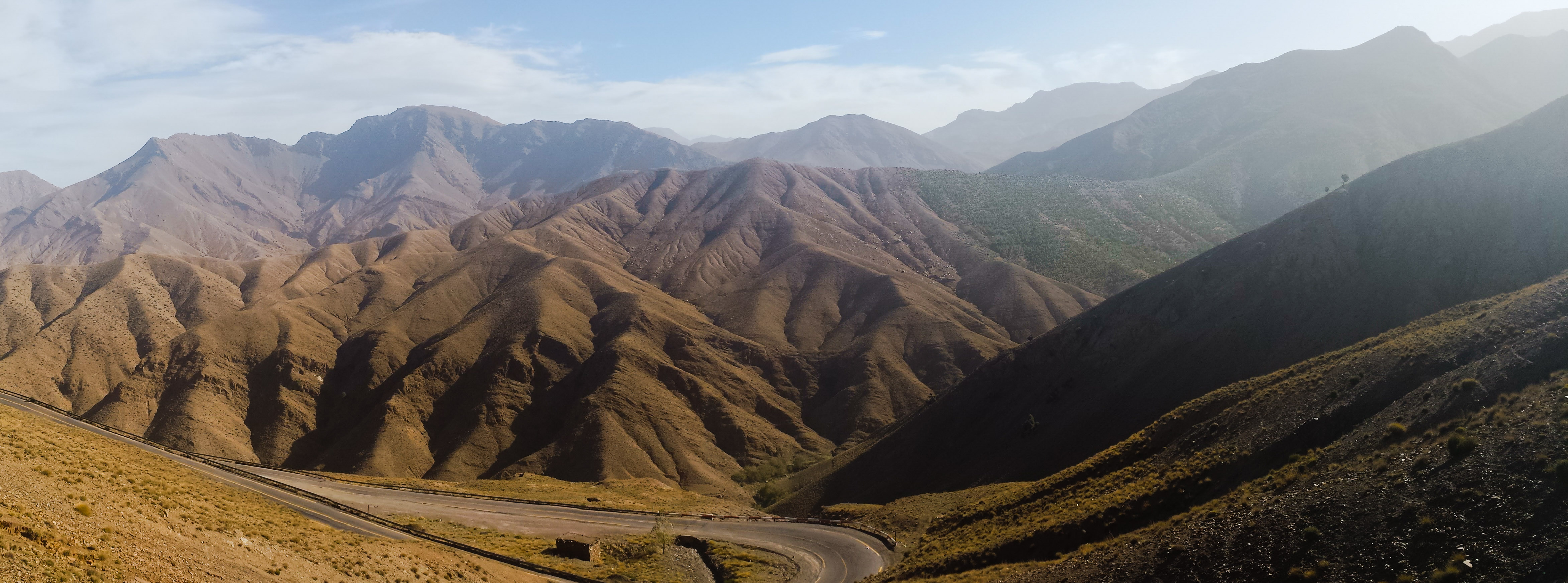
山脈の景色

アトラス山脈は天然資源が豊富である。鉄鉱石、鉛、銅、銀、水銀、岩塩、リン酸塩、大理石、無煙炭、天然ガスなどの資源が産出する。

## 地理
アトラス山脈は以下の6つの地域に分類される。

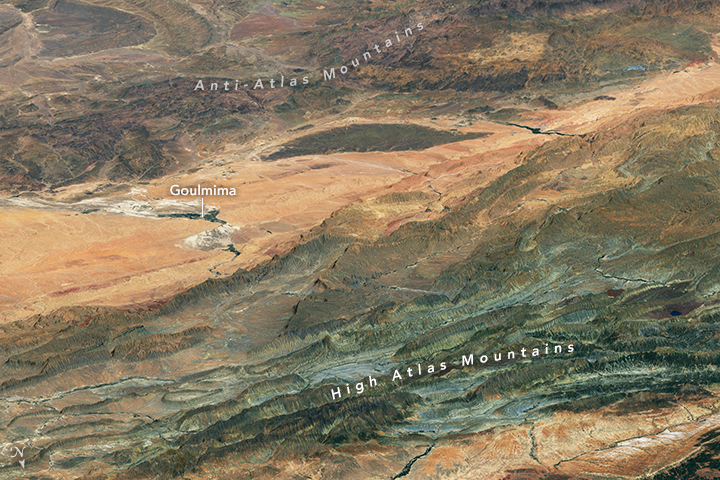
高アトラスと小アトラスの衛星写真。上が南。左中央にグルミマの街が見える。

- アンティアトラス山脈（小アトラス）、オートアトラス山脈（英語版）（高アトラス）、モワヤンアトラス山脈（英語版）（中アトラス） - モロッコ
- テルアトラス山脈 - モロッコ・アルジェリア・チュニジア
- オーレス山地（英語版） - アルジェリア・チュニジア
- サハラアトラス山脈（英語版） - アルジェリア

### アンティアトラス山脈
アンティアトラス山脈（小アトラス）は、モロッコの南西の大西洋岸から北東に向かってワルザザート高地に至り、東にタフィラルトまで続く約500 kmの山脈である。南はサハラ砂漠に接している。アンティアトラス山脈の最東端はジュベル・サジェロ山脈であり、その北にオートアトラス山脈（高アトラス）が隣接している。この山脈の最高峰は、火山起源の山塊であるDjebel Siroua（標高3304 m）である。アンティアトラス山脈の南側に沿って、低いジェベル・バニ山脈が走っている。

### オートアトラス山脈

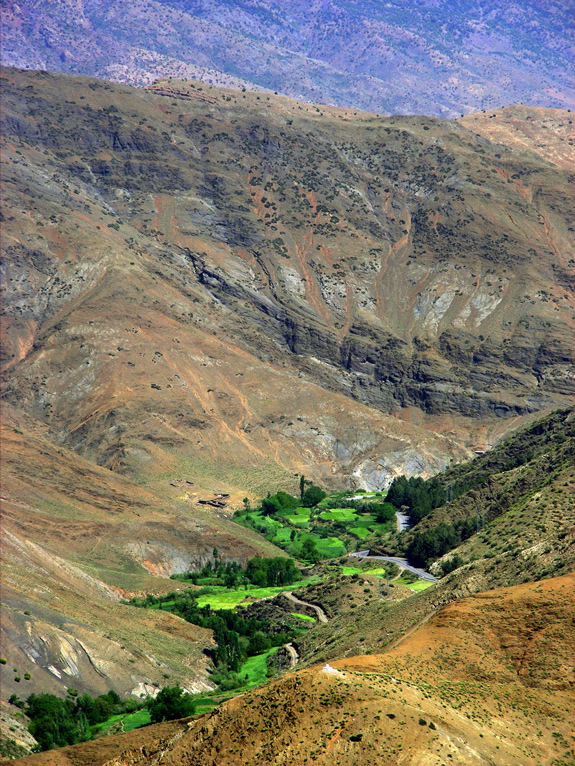
オートアトラス山脈（モロッコ）

オートアトラス山脈（高アトラス）はモロッコ中央部にあり、大西洋岸からモロッコとアルジェリアの国境まで東方向に伸びている。北アフリカで最も高いツブカル山（標高4167 m）、その東のムグーン山（標高4071 m）など、4000 mを超える山が複数ある。東西の端では高度が急激に低下し、大西洋岸およびアンティアトラス山脈につながっている。
カヴァニャック堰堤の近くには水力発電ダムがある。このダムによってできた人工湖であるララ・タクルクスト湖では、地元の住民が漁業を行っている。

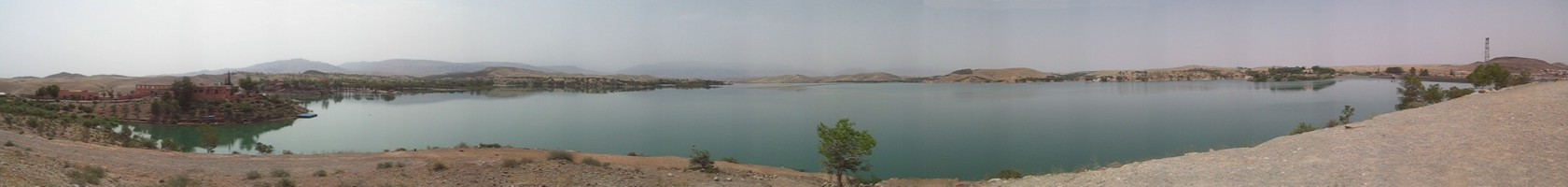
ララタケクスト湖のパノラマ写真。水力発電ダムは右端にある。

### モワヤンアトラス山脈
モワヤンアトラス山脈（中アトラス）は全域がモロッコ国内にあり、アトラス山脈の主稜線の最北端である。南にムールーヤ川とウムエルビア川を隔てて高アトラスがあり、北にセブー川を隔ててリーフ山地がある。山脈の西にはモロッコの主要な海岸沿いの平野があって多くの主要都市があり、東にはサハラ砂漠とテルアトラス山脈の間にある不毛の高原がある。山脈の最高峰は、ジュベル・ブー・ナスール（標高3340 m）である。中アトラスは、他の南の山脈よりも多くの雨が降り、沿岸平野にとって重要な集水域であり、生物多様性にとって重要である。この山脈には、世界のバーバリーマカクの大半が生息している。

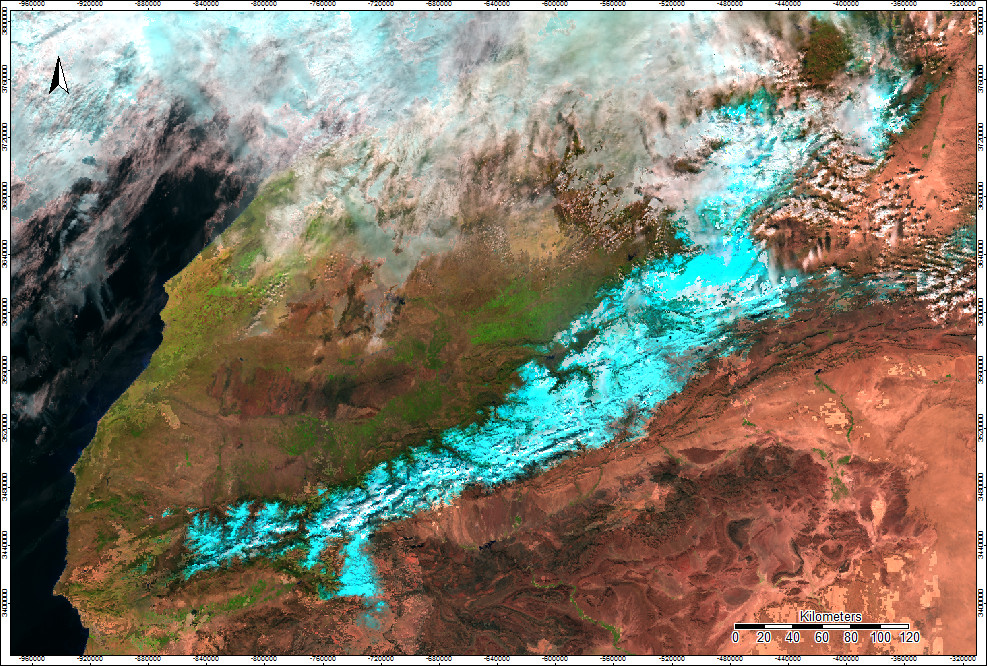
アトラス山脈の積雪（2018年1月9日）

### サハラアトラス山脈
サハラアトラス山脈は全域がアルジェリア国内にあり、アトラス山脈の東部に位置する。アトラス山脈の主稜線ほどは高くない。山脈の最高峰はDjebel Aissa（標高2236 m）である。この山脈にはある程度の降雨量があり、北部の高原地域よりも農業に適している。

### テルアトラス山脈

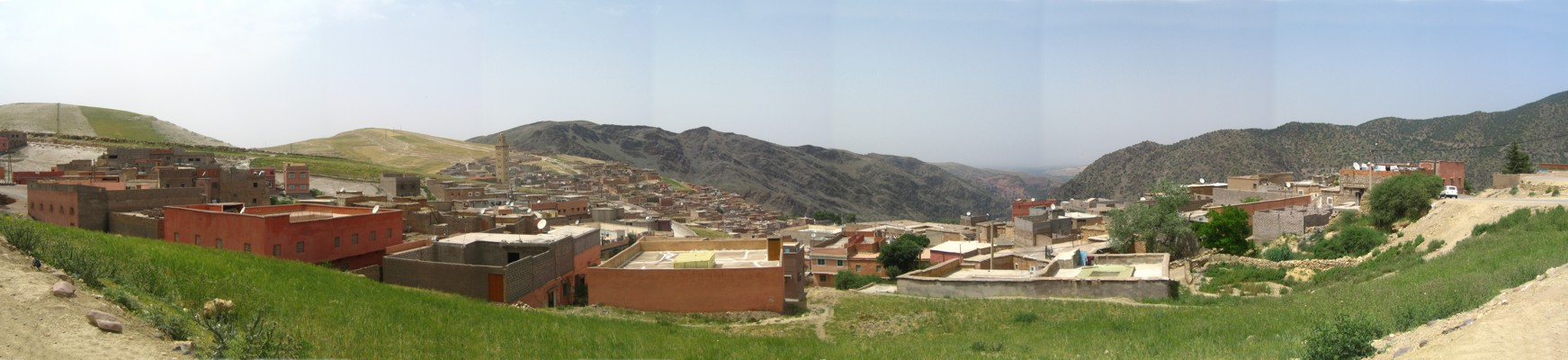
高アトラスの典型的なベルベル人の村のパノラマ写真

テルアトラス山脈は、延長1500 kmを超える山脈で、アトラス山脈に属し、モロッコからアルジェリア、チュニジアまで地中海の海岸に沿って伸びている。アルジェリア国内では、ハウツ高原をはさんで北のテルアトラス山脈と南のサハラアトラス山脈の2列になっている。東に向かって徐々に接近し、東アルジェリアで合流する。西端はモロッコ国内で中アトラスにつながっている。

### オーレス山地

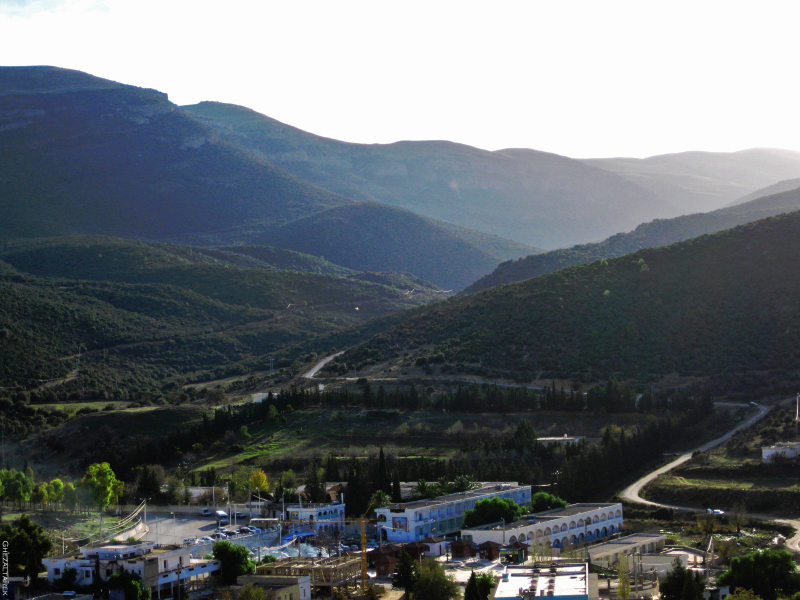
オーレス山地

オーレス山地は、アトラス山脈の最も東の部分であり、アルジェリアとチュニジアにまたがる。

### アトラス山脈の峠
- ティシカ峠（英語版） ‐ マラケシュの南、オートアトラス山脈を抜けてワルザザートを繋ぐ。サハラ交易の玄関口。
- ザド峠（フランス語版）

## 動植物

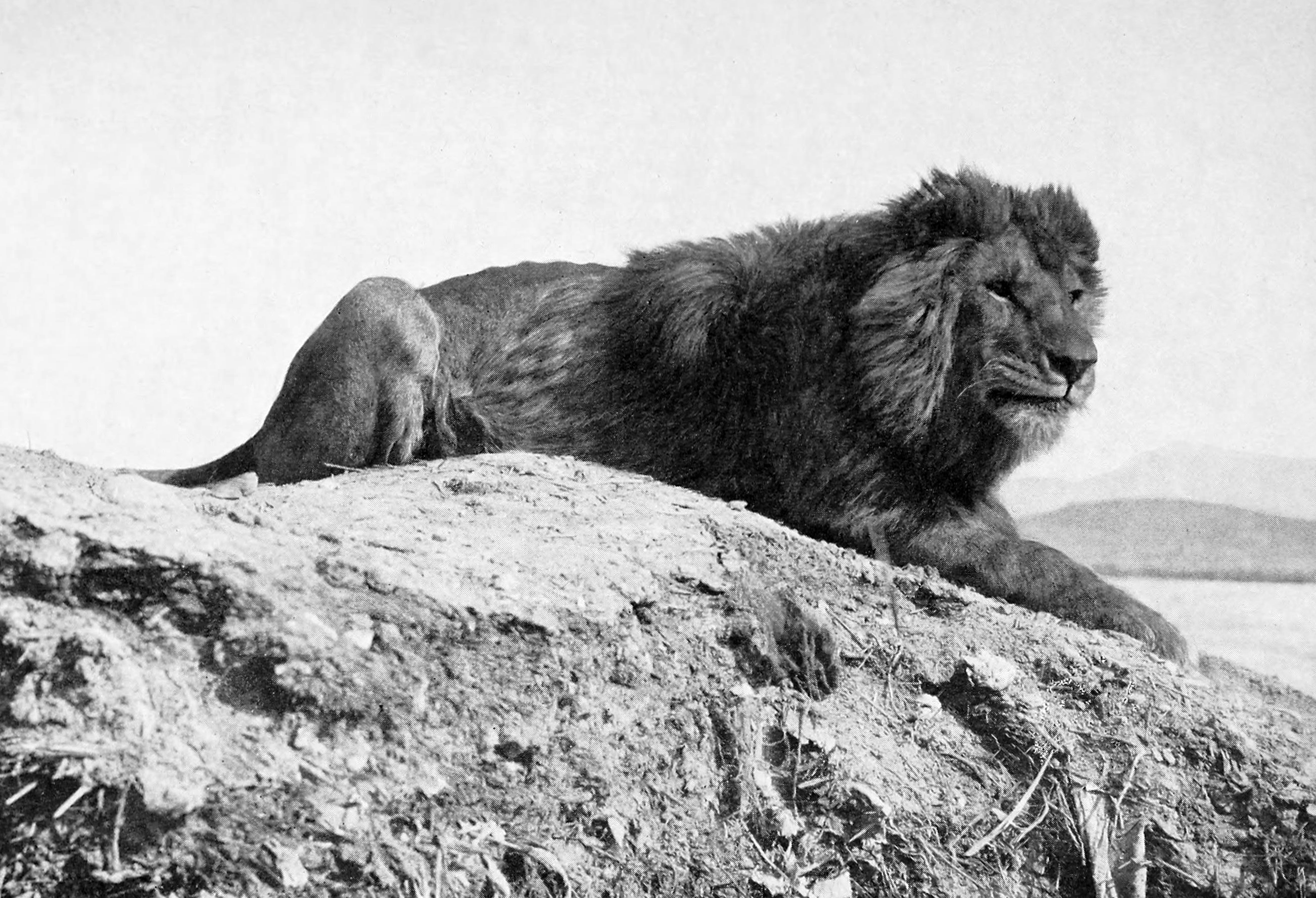
雄のバーバリライオン。1893年にアルフレッド・ピース (第2代準男爵)がアルジェリアで撮影。

この山脈の植物相には、アトラス杉、ライブオークのほか、アルジェリアオークなどの多くの半常緑のオークが含まれる。特にアトラス杉の全世界の個体数の75%が集まる中アトラス山脈の一部は2016年、ユネスコの「アトラス杉生物圏保護区」に指定された。
この地域に生息する動物には、バーバリーマカク、バーバリーヒョウ、バーバリーシカ、バーバリーシープ、アトラスマウンテンアナグマ、エドミガゼル、ホオアカトキ、アルジェリアゴジュウカラ、カワガラス、アトラスクサリヘビ、サーバル、ヒメチョウゲンボウなどがある。
アトラス山脈に生息していたアトラスグマ、キタアフリカゾウ、キタアフリカオーロックス、キタハーテビーストなど、多くの動物が絶滅している。バーバリライオンは、野生では絶滅しているが、飼育されているバーバリライオンがいる。